# Abbacchio

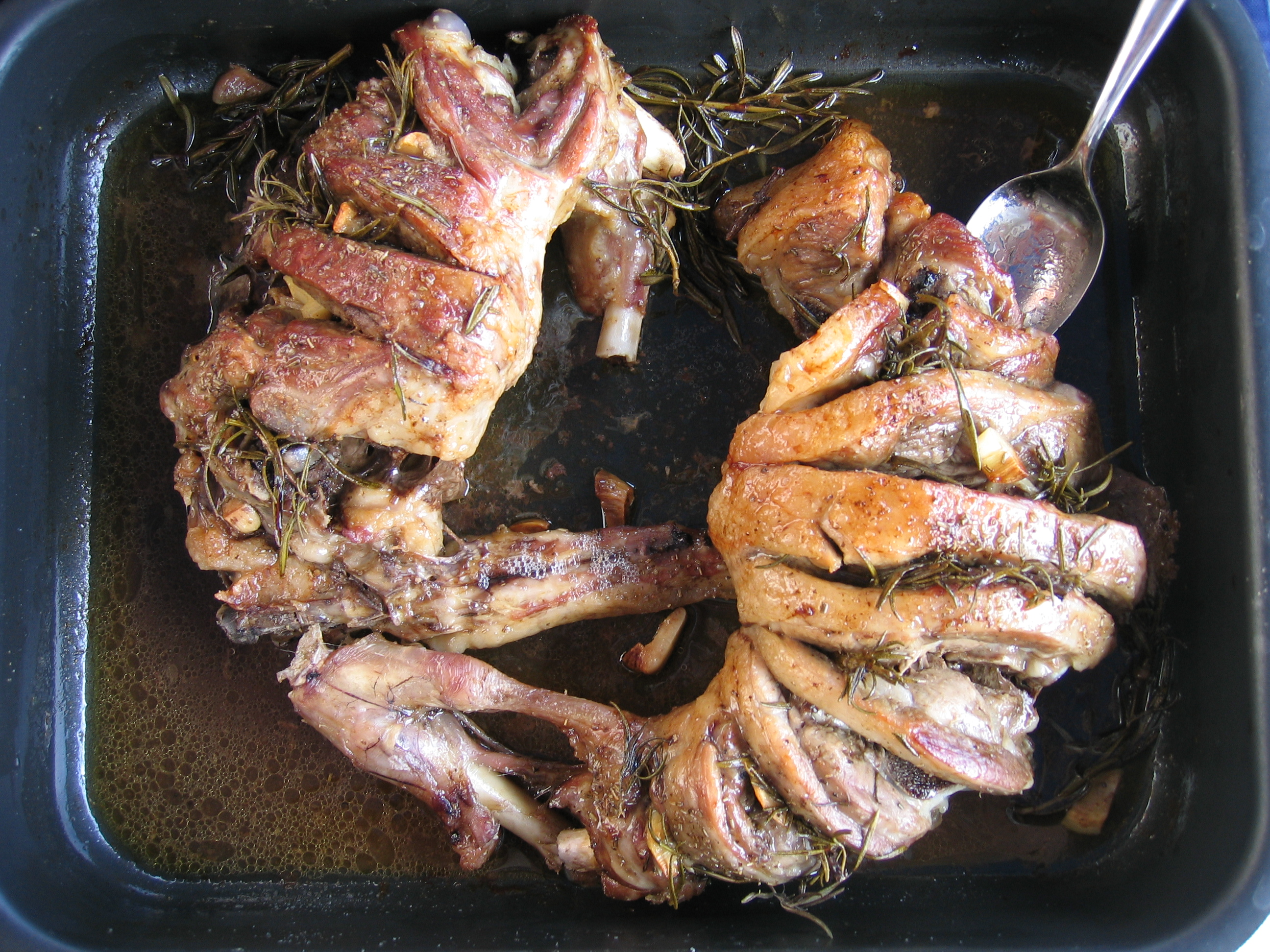
Abbacchio Pasquale.

Abbacchio es un término italiano que designa al cordero destinado al matadero.

## Origen
Hay discrepancias sobre el origen del término:
- En lo puramente etimológico se remonta a abecula o avecula, a su vez de ovacula u ovecula, diminutivo del latín ovis, ‘oveja’.
- Otra interpretación deriva la palabra de ad baculum, ‘junto al palo’, para indicar al cordero lechal que aún no ha sido destetados y que, como tal, debe ser atado a un palo clavado en el suelo a fin de obligar a la madre a estar cerca sin marcharse.
- También puede proceder del término abbachiare, en el sentido de ‘abatir’, matar con un palo (del latín baculum). Este verbo está todavía en uso en el dialecto romano y en el italiano coloquial, en particular con el participio pasado y el adjetivo abbacchiato, en el sentido de persona deprimida, destruida, muy decepcionada.

## Historia
En toda la franja central de Italia, incluida Cerdeña, las ovejas eran la principal fuente de suministro de carne. En la antigüedad se sacrificaban especialmente carneros y ovejas adultas. La matanza del cordero está prohibida, excepto en el periodo entre Semana Santa y finales de junio.
Los corderos o abbacchi se destinaban originalmente las mesas judías y pobres, al considerarse su carne de menor nivel.
Actualmente la tradición culinaria del Lacio, los Abruzos y Cerdeña de la carne de oveja, y sobre todo de cordero, se da no solo durante Semana Santa (cuando la masacre de ovejas se llama sbacchiatura) sino también las fiestas de Navidad.
La mayor parte del cordero se produce en Italia, pero hay una parte importante (congelada) que se importa de Nueva Zelanda.

## Clasificación
Según la IGP Agnello di Sardegna los corderos se clasifican en:
- Abbacchio, un cordero lechal de algo más de un mes y hasta 7 libras de peso (unos 4-6 kg), que a menudo se logran forzando el desarrollo del animal.
- Agnello leggero (‘cordero ligero’), de 7 a 10 libras de peso.
- Agnello da taglio (‘cordero de corte’), de 10 a 13 libras.

## Recetas típicas
- Abbacchio alla cacciatora (‘a la cazadora’): Trozos dorados en manteca de cerdo y hornea luego con ajo, salvia y romero. Por último se remoja con salsa de anchoas machacadas y se cuece en el jugo de la propia carne.
- Abbacchio alla romana (‘a la cromana’): Salteado entero en aceite con ajo y jamón en tacos. Se termina la cocción con romero, vinagre, sal y pimienta. Suele servirse con patatas asadas.
- Abbacchio a scottadito (‘en chuletas’): Chuletas untadas con manteca, sal y pimienta y asadas a la brasa (o en su defecto a la parrilla). Se come de inmediato, bien caliente, con las manos.

- Datos: Q1115085